# I Like
„I Like“ je píseň americké R&B zpěvačky Keri Hilson. Píseň se nachází na deluxe verzi jejího debutového alba In a Perfect World.... Produkce se ujal producent David Jost a Robin Grubert. Tuto píseň nazpívala Keri Hilson pro německou romantickou komedii "Zweiohrküken".

## Hitparáda
| Žebříček (2009) | Příčka |
| --------------- | ------ |
| Rakousko        | 2      |
| Belgie          | 20     |
| Německo         | 1      |
| Evropa          | 9      |
| Česká republika | 14     |
| Slovensko       | 1      |
| Švýcarsko       | 5      |
| Švédsko         | 46     |

| "I Will Love You Monday" od Aura Dione "I Will Love You Monday" od Aura Dione "Bad Romance" od Lady Gaga | Německé #1 hity 25. prosince~31. prosince 2009 8. ledna~14. ledna 2010 22. ledna~29. ledna 2010 | "I Will Love You Monday" od Aura Dione "Bad Romance" od Lady Gaga "Tik Tok" od Kesha |